# Taman (Taman Krocok)
Taman is een bestuurslaag in het regentschap Bondowoso van de provincie Oost-Java, Indonesië. Taman telt 3875 inwoners (volkstelling 2010).